# Renault Clio Rally3
El Renault Clio Rally3 es un vehículo de competición basado en la quinta generación del Renault Clio R.S. Line con homologación Rally3 y construido por Alpine Racing (anteriormente conocido como Renault Sport) para su uso en competiciones de rally.

## Historia
El Renault Clio Rally3 se anunció oficialmente en 2022, el vehículo completa el escalafón del Renault Clio en relación con el reglamento de la Pirámide de Rallyes con sus variantes Rally4 y Rally5, siendo el primer vehículo de Renault con tracción total. El Clio Rally3 es el rival directo del Ford Fiesta Rally3 de M-Sport, que era el único Rally3 disponible para competir en el WRC-3.
Durante 2022, el Renault Clio Rally3 realizó varias jornadas de test sobre tierra y asfalto en el sur de Francia y el norte de España con pilotos como Jean-Baptiste Franceschi y Andrea Crugnola. En total fueron realizados 4500 km de test en los cuales se detectaron y arreglaron problemas, además de probar diferentes configuraciones y elementos además de mapas motores.
El 15 de enero de 2023 se presentó al público el Renault Clio Rally3 en el Circuit Andorra Pas de la Casa en donde realizó un show run sobre nieve. El Renault Clio Rally3 pasó la homologación de la Federación Internacional del Automóvil el 25 de abril de 2023. Los campeonatos en los que los usuarios del vehículo podrán competir serán el WRC-3 y el ERC-3, además de los diferentes campeonatos nacionales y regionales.

## Victorias

### Victorias en el WRC-3
| Año  | N.º | Rally                                      | Superficie | Piloto             | Copiloto        | Equipo             |
| ---- | --- | ------------------------------------------ | ---------- | ------------------ | --------------- | ------------------ |
| 2024 | 1   | 1. Tet Rally Latvia                        | Tierra     | Joosep Ralf Nõgene | Aleks Lesk      | LightGrey          |
| 2024 | 2   | 2. Central European Rally                  | Asfalto    | Mattéo Chatillon   | Maxence Cornuau | Mattéo Chatillon   |
| 2025 | 3   | 93ème Rallye Automobile Monte-Carlo        | Mixto      | Arthur Pelamourges | Bastien Pouget  | Arthur Pelamourges |
| 2025 | 4   | 49.º Rally Islas Canarias - Rally of Spain | Asfalto    | Mattéo Chatillon   | Maxence Cornuau | Mattéo Chatillon   |